# Metophthalmus humeridens
Metophthalmus humeridens is een keversoort uit de familie schimmelkevers (Latridiidae). De wetenschappelijke naam van de soort werd in 1884 gepubliceerd door Edmund Reitter.